# Rozwój akropetalny

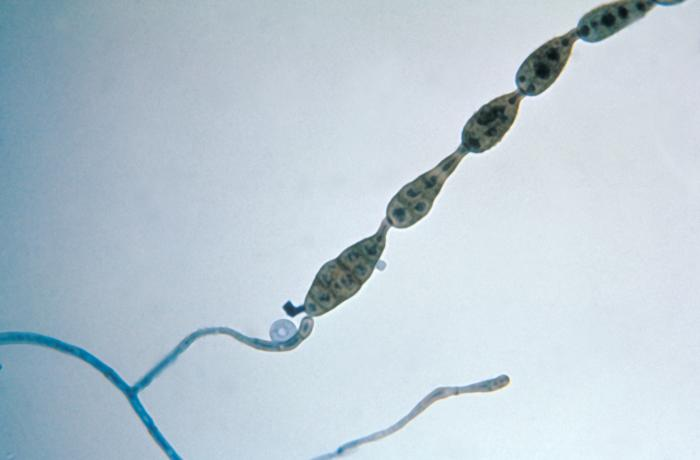
Rozwój akropetalny Alternaria sp.

Rozwój akropetalny – rozwój tkanek i organów roślinnych pozostający w związku z podłużną polaryzacją osi i wzrostem wierzchołkowym. Elementy najmłodsze znajdują się najbliżej szczytu osi, odpowiednio starsze występują w miarę oddalania się od szczytu. Charakterystyczny m.in. dla zróżnicowania się tkanek pierwotnych z merystemów wierzchołkowych, powstawania włośników, tworzenia się korzeni bocznych.
U grzybów rozwój akropetalny występuje w niektórych rodzajach konidiogenezy, czyli bezpłciowego wytwarzania zarodników konidialnych. Ma to miejsce wtedy, gdy wytworzony na komórce konidiotwórczej zarodnik sam staje się komórką konidiotwórczą dla następnego zarodnika. Powstają w ten sposób proste lub rozgałęzione łańcuszki akropetalne, w których najmłodsze konidia znajdują się na szczycie łańcuszków.
Przeciwieństwem rozwoju akropetalnego jest rozwój bazypetalny, podczas którego najstarsze komórki znajdują się na szczycie pędu.